# Kia ora
Kia ora is een groet in het Maori. Letterlijk vertaald betekent het 'Goede gezondheid/wees gezond', maar het wordt ook als welkomst- en afscheidsgroet gebruikt.
Het woord is overgenomen in het Nieuw-Zeelands-Engels en wordt door veel Nieuw-Zeelanders gebruikt als groet. Er zijn daar zelfs bedrijven, hotels en een frisdrankmerk naar vernoemd. Ook autofabrikant Kia gebruikt in Nieuw-Zeeland de groet in hun reclame.